# Cantó de Cassanhas de Begonhés
El cantó de Cassanhas de Begonhés és un cantó francès del departament de l'Avairon, situat al districte de Rodés. Té 7 municipis i el cap cantonal és Cassanhas de Begonhés.

## Municipis
- Arviu
- Auriac-Lagast
- Calmont
- Cassanhas de Begonhés
- La Grand Vila (Comps-la-Grand-Ville)
- Senta Jaleda
- Salmièg

## Història
| Data d'elecció                           | Identitat        | Partit | Qualitat |
| ---------------------------------------- | ---------------- | ------ | -------- |
| 1945-1976                                | Léopold Destours |        |          |
| 1976-2001                                | Henri Jaudon     | CNIP   |          |
| 2001-2008                                | Bernard Destours | UMP    |          |
| 2008-                                    | Régis Cailhol    | PS     |          |
| les dades anteriors no són pas conegudes |                  |        |          |
|                                          |                  |        |          |

## Demografia
| 1962  | 1968  | 1975  | 1982  | 1990  | 1999  | 2006  |
| ----- | ----- | ----- | ----- | ----- | ----- | ----- |
| 5.832 | 6.176 | 5.612 | 5.453 | 5.313 | 5.319 | 5.622 |